# Serra de Coma d'en Bou
La Serra de Coma d'en Bou és una serra situada als municipis del Pont de Vilomara i Rocafort i Mura, a la comarca catalana del Bages, amb una elevació màxima de 657 metres.